# Amoreuxia
Amoreuxia es un género perteneciente a la familia de las bixáceas que tiene nueve especies de plantas. Es originario del norte y sur de América.

## Descripción
Son hierbas con cáudice leñoso subterráneo, hasta 50 cm de alto. Hojas con contorno orbicular a reniforme, con 5–9 lobos espatulados a lineares, apicalmente serradas, de otro modo subenteras, glabras. Cimas de pocas flores, pedúnculo 2.5–5 cm de largo, flores zigomorfas, 5–7.5 cm de ancho; pétalos obovados, amarillos con marcas rojas conspicuas en la base excepto el de más abajo; estambres en 2 series, rojo obscuros o amarillos; ovario imperfectamente 3-locular con placentación axial. Cápsula colgante, globosa a ovada, ca 2–4 cm de largo; semillas reniformes, ca 5 mm de largo, pilosas.

## Taxonomía
El género fue descrito por Augustin Pyrame de Candolle  y publicado en Prodromus Systematis Naturalis Regni Vegetabilis 2: 638–639. 1825. La especie tipo es: Amoreuxia palmatifida DC. 

## Especies
- Amoreuxia colombiana
- Amoreuxia gonzalezii
- Amoreuxia malvaefolia
- Amoreuxia palmatifida
- Amoreuxia platyphylla
- Amoreuxia potentilloides
- Amoreuxia schiedeana
- Amoreuxia unipora
- Amoreuxia wrightii